# Nokia 6103
Nokia 6103 — стільниковий телефон фірми Nokia, випущений 2006 року. Відноситься до лінійки телефонів «мода і стиль» і є оновленою версією моделі Nokia 6101.

## Характеристики
Будучи розробленою на базі Nokia 6101, дизайн моделі не зазнав серйозних змін, окрім лицьової панелі апарата, додавши на неї декоративну накладку. Злегка змінила вигляд зовнішня антена телефону: якщо у 6101 вона була злегка загострена, то у 6103 вона зрізана і наприкінці зроблена декоративна накладка «під метал». Модель пропонується лише у чорному виконанні корпусу (зі сріблястою вставкою на лицьовій панелі). Розміри апарата також не змінилися (85х45х24 мм), а ось вага, порівняно з попередником, збільшилася на 2 грами і тепер становить 97 грам, замість 95, які важив 6101. Корпус апарата виготовлено з міцного пластику. При цьому у моделі 6103, на відміну від попередника, змінилося покриття корпусу: якщо раніше воно було лаковане, то тепер його замінили на шорстке покриття, що на дотик нагадує гуму.

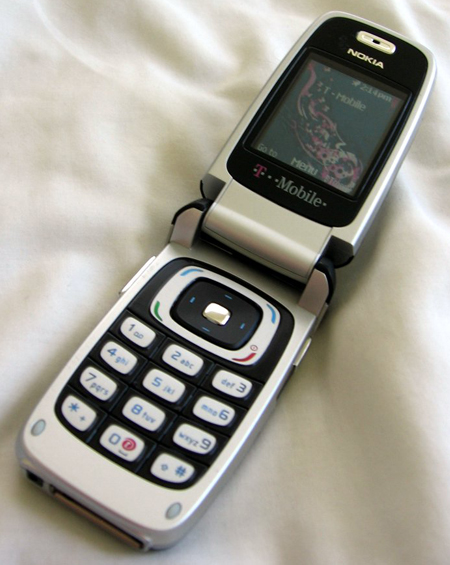
Телефон у розкритому стані.

На лівій бічній поверхні знаходиться здвоєна клавіша регулювання гучності. На правій бічній поверхні знаходиться клавіша активації функції «Натисни і говори», а відразу під нею — віконце ІЧ-порту. На верхньому торці розташований динамік для відтворення сигналу виклику, а на нижньому — інтерфейсний роз'єм (Pop-Port) та роз'єм для підключення зарядного пристрою. Кріплення для шнурка також розташовується на нижньому торці, щоб закріпити шнурок, треба зняти задню кришку.
На верхній частині апарата знаходиться віконце VGA-камери, аналогічне моделі Nokia 6101. Воно також має квадратну форму та сріблясту окантовку. Трохи нижче розташовується зовнішній cSTN-дисплей, що має роздільну здатність 96х65 пікселів (26х19 мм) і здатний відображати до 4096 кольорів. У режимі очікування на дисплеї відображається назва оператора, вибраний профіль, годинник, рівень сигналу та заряд батареї. Під час прослуховування радіо висвічується назва радіостанції (якщо вона була записана) і частота. Під час вхідного дзвінка на дисплеї з'являється номер або ім'я абонента, а також фотографія, якщо вона була присвоєна контакту.
При відкритті апарата стає видно внутрішній TFT-дисплей з роздільною здатністю 128х160 пікселів (28х35 мм), здатний відображати до 65000 кольорів. Клавіатура телефону виконана із пластику, навігаційний блок складається з великої чотирипозиційної клавіші з вписаною в неї кнопкою «Ок». Дві функціональні клавіші та кнопки прийому та відхилення дзвінка об'єднані в один блок, який розташовується рамкою навколо навігаційної клавіші. Цифрові клавіші великі, підсвічування клавіатури блакитного кольору, воно розподілене рівномірно по всій поверхні.
Майже всю задню частину апарата займає кришка акумуляторного відсіку. У комплекті з апаратом поставляється літій-іонна батарея ємністю 760 мАг. За даними виробника, з нею апарат здатний пропрацювати до 350 годин у режимі очікування та до 4 годин у режимі розмови.
Вбудована VGA-камера, з якої можна проводити зйомку в нічному режимі. У режимі «Фотосерія» виконується 4 знімки за 30 секунд. Зйомку можна проводити безпосередньо VGA (640х480) та 96х80. Камера вміє знімати 16-секундні відеоролики середньої якості у форматі 3GP. ІЧ-порт та Bluetooth забезпечує обмін різним контентом з іншими пристроями. Завантажити картинки та мелодії можна також за допомогою WAP — GPRS. Пам'яті для збереження завантажених файлів доступно лише 1,3 Мб.

## Можливості
- VGA-камера з окремою кнопкою фотозйомки і можливістю зйомки автопортретів
- робота з аудіоповідомленнями Nokia Xpress
- MMS
- два кольорових дисплеї
- стерео FM-радіо
- портативна рація Push-to-Talk
- підтримка технології бездротового з'єднання Bluetooth[7]